# Rock Ridge
Rock Ridge Interchange Protocol (RRIP, IEEE P1282) es una extensión al estándar ISO 9660 (que define los sistemas de ficheros de los CD) al cual añade requerimientos para sistemas de ficheros tipo POSIX.
Básicamente esta extensión añade compatibilidad para atributos de ficheros específicos de Unix en CD-ROM con ISO 9660.
Estas características añadidas son:
- Nombres de ficheros más largos (hasta 255 caracteres).
- Pocas restricciones en los caracteres usados para los nombres de fichero.
- Modos, usuarios y grupos propietarios de los ficheros.
- Enlaces simbólicos.
- Jerarquía de directorios más extensa.

## Curiosidades
El nombre Rock Ridge proviene de una ciudad ficticia en la película Blazing Saddles.